# Olympia 06 (альбом)
Olympia 06 — концертный альбом французского певца Грегори Лемаршаля, выпущен 23 октября 2006 года.

## Об альбоме
Olympia 06 записан на нескольких концертах, которые певец давал в парижской «Олимпии» в поддержку своего дебютного альбома «Je deviens moi». Содержит кавер-версию песни Lucie Silvas «What You’re Made of», дуэт, также записанный на этих концертах, и другую версию, исполненную с Nolwenn Leroy, каверы Calogero «Aussi libre que moi», «Fais-moi un signe» и «Nos fiancalles» Нильды Фернандеса.

## Список композиций
1. Intro — 1:34
2. Je Deviens Moi — 3:30
3. Je Suis En Vie — 3:39
4. Mon Ange — 3:50
5. Promets-Moi — 3:29
6. Il N’Y A Qu’Un Pas — 3:52
7. Aussi Libre Que Moi — 4:59
8. Même Si (What You’Re Made Of) — 3:44 — дуэт с Люси Сильвас
9. A Corps Perdu — 4:05
10. Fais Moi Un Signe — 3:33
11. Le Feu Sur Les Planches — 3:54
12. Nos Fiançailles — 3:58
13. Pardonne-Moi — 4:23
14. Show Must Go On — 4:00
15. Ecris L’Histoire — 4:21
16. Je T’Ecris — 6:42
17. Même si (What You’Re Made Of) — 3:44 — дуэт с Nolwenn Leroy